# Clan Allen
Pour les articles homonymes, voir Allen.
Le clan Allen est un clan écossais.
Le clan Allen peut retracer assez fidèlement ses ancêtres jusqu'au XVe siècle. Ses origines sont en partie bretonnes et ses premières références écrites ont été retrouvées en Angleterre et en Écosse. Cependant, beaucoup d'Allen sont aussi d'origine irlandaise. Trouvant ses racines dans les surnoms Allan ou Ailin ; « Ail » voulant dire « pierre » en gaélique et donc « Little Rock » (« petite pierre » en français).
La devise familiale est « Strong and Faithful » (« Fort et fidèle »).